# Epidendrum sophronitis
Epidendrum sophronitis är en orkidéart som beskrevs av John Lindley och Heinrich Gustav Reichenbach. Epidendrum sophronitis ingår i släktet Epidendrum och familjen orkidéer. Inga underarter finns listade i Catalogue of Life.

## Bildgalleri

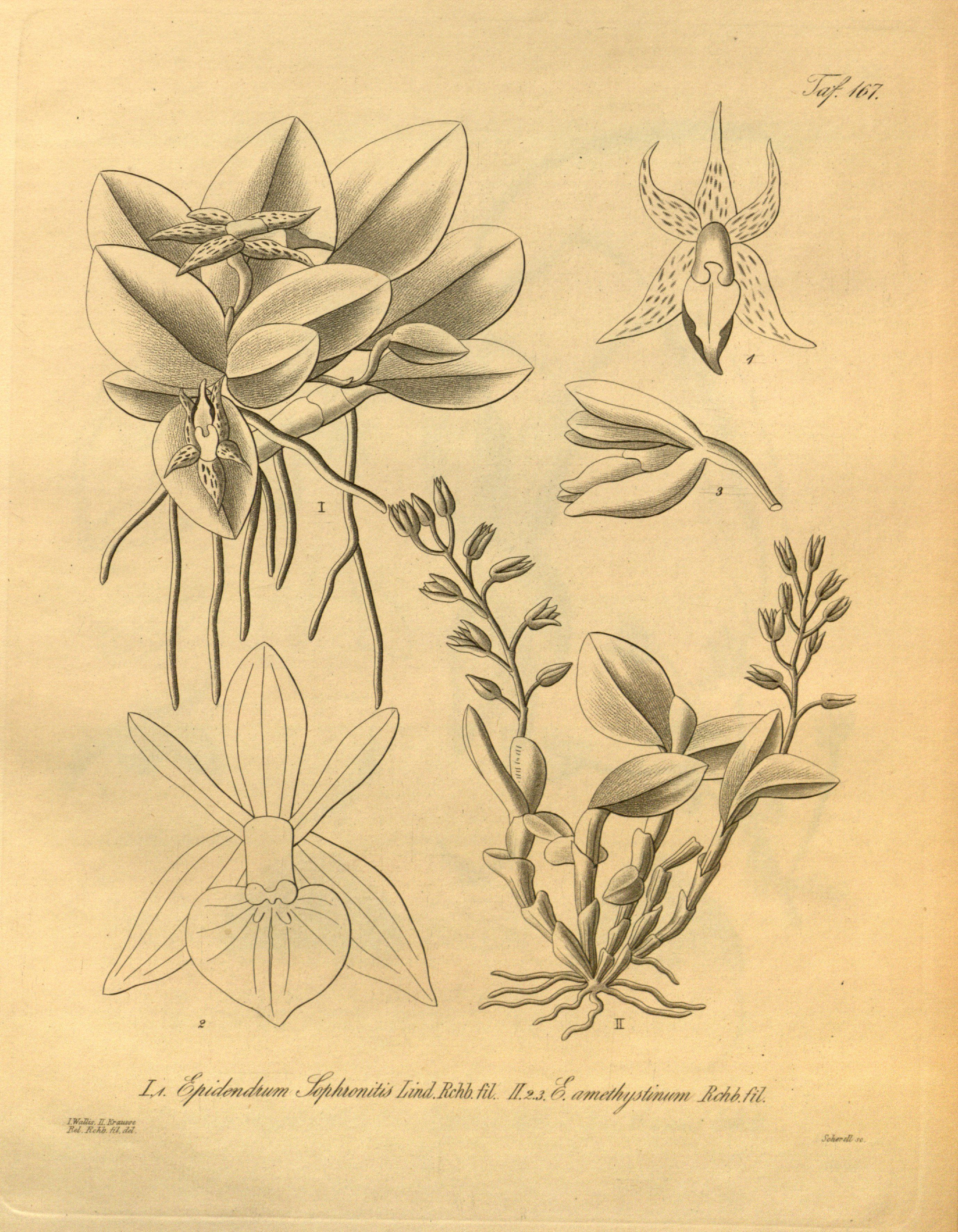
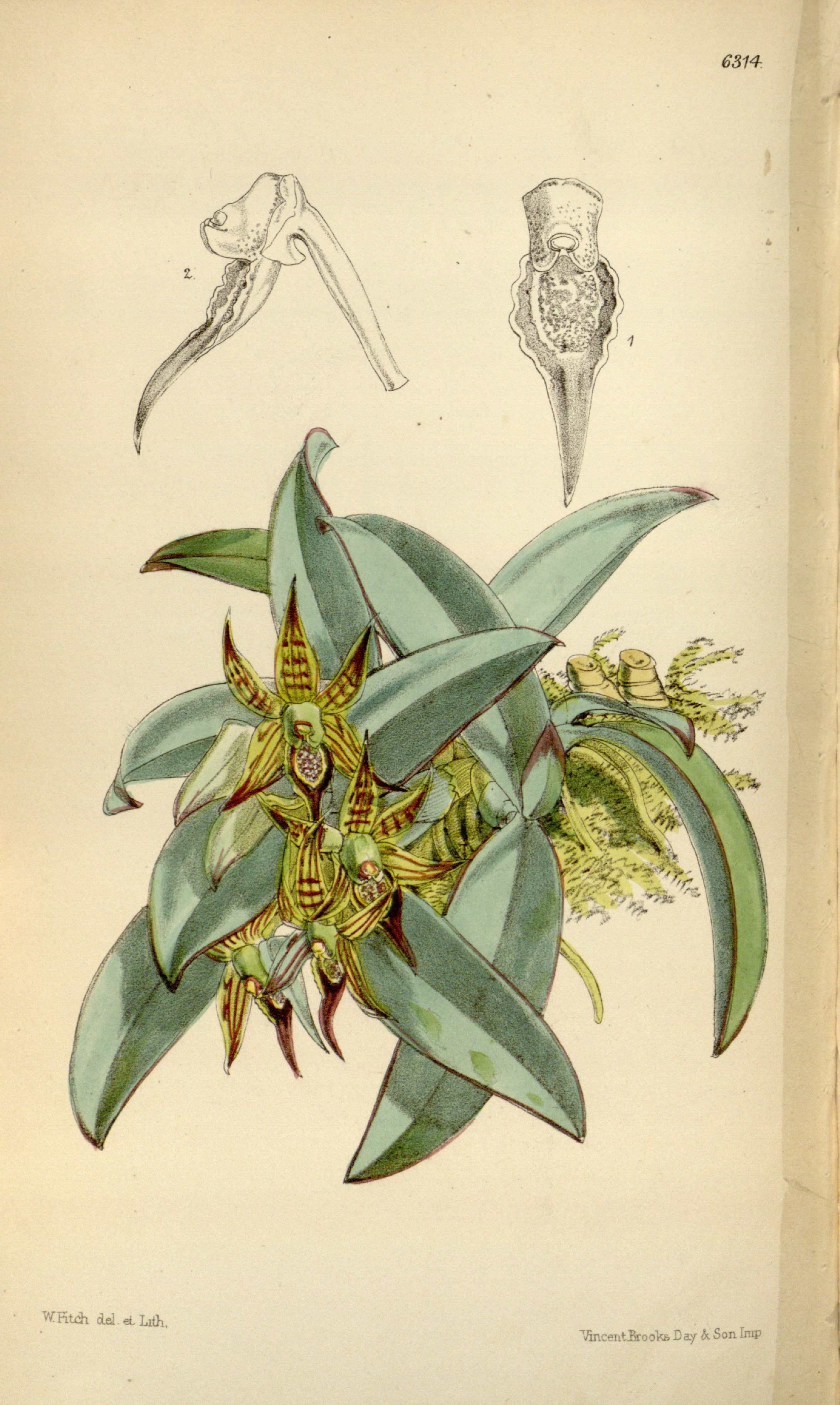